# موتور أمير نارويي
موتور أمير نارويي (بالإنجليزية: Mowtowr-e Amir Naruyi)‏ هي منطقة سكنية تقع في سيستان وبلوتشستان في إيران. يقدر عدد سكانها بـ 28 نسمة .